# 짜리몽땅
짜리몽땅은 2015년에 데뷔한 대한민국의 3인조 음악 그룹이다.

## 방송
- K팝스타 3 (2013) - Top4

## 음반
- K팝 스타 시즌3 배틀오디션 Part.2 (2014)
- K팝 스타 시즌3 TOP10 Part.1 (2014)
- SBS K팝 스타 시즌3 TOP8 (2014)
- SBS K팝 스타 시즌3 TOP6 (2014)
- SBS K팝 스타 시즌3 TOP4 (2014)
- Dandelion (2015)